# Longitarsus noricus
Longitarsus noricus là một loài bọ cánh cứng trong họ Chrysomelidae. Loài này được Leonardi miêu tả khoa học năm 1976.